# Рустамов, Саидазим Рустамович
Саидазим (Азим) Рустамович Рустамов — российский физик, лауреат Государственной премии СССР (1984).
Окончил физфак МГУ в 1966 г. и был оставлен в недавно созданной лаборатории нелинейной оптики. В 1968—1971 гг. учился в аспирантуре при кафедре волновых процессов (научный руководитель Р. В. Хохлов). В 1972 г. защитил кандидатскую диссертацию:
- Генерация гармоник излучения непрерывного и квазинепрерывного ОКГ на алюмоиттриевом гранате, активированном неодимом : диссертация … кандидата физико-математических наук : 01.00.00 / С. Р. Рустамов. — Москва, 1972. — 166 с. : ил.

С 1971 г. в НИИ «Полюс» (п/я 2008) в лаборатории В. Г. Дмитриева. С 1974 г. руководитель группы, занимавшейся проблемами преобразования частоты излучения лазеров с непрерывной накачкой, в 1978 г. его группа преобразована в лабораторию.
С 22.04.1992 соучредитель и до 2019 г. гендиректор ООО НПФ «Пульсар».
Ещё будучи студентом, в 1965 году вместе с аспирантом Н. Ф. Пилипецким экспериментально зарегистрировал самофокусировку (они наблюдали тонкую светящуюся нить при распространении наносекундного лазерного импульса мегаваттной мощности в кювете с органическими жидкостями). (Пилипецкий Н. Ф., Рустамов А. Р., «Наблюдение самофокусировки света в жидкостях», Письма в ЖЭТФ, 2, 88, 1965.)
Лауреат Государственной премии СССР (1984, в составе коллектива) — за цикл работ «Высокоэффективное нелинейное преобразование частоты в кристаллах и создание перестраиваемых источников когерентного оптического излучения» (1963—1982).